# Place Royale (Pau)
Pour les articles homonymes, voir Place Royale.
La place Royale est une voie de Pau.

## Situation et accès
Elle constitue le point central de la ville, elle est notamment bordée par l'hôtel de ville de Pau, par l'ancien Hôtel de France et par le boulevard des Pyrénées.

## Historique
Commandée par les États du Béarn, la place Royale est aménagée en 1688, comme dans beaucoup d'autres villes en France, pour accueillir la statue de Louis XIV (qui sera détruite à la Révolution).
La place a également été pourvue d'une église qui sera nommée Saint-Louis. Celle-ci, qui se trouvait en lieu et place de l'actuel Hôtel de Ville a été commencée mais ne sera jamais terminée et le terrain restera plusieurs siècles à l'état de ruines. N'ayant alors de majestueux que son nom, la place, dont les dimensions sont assez restreintes, est accentuée au sud par un mur qui ferme la vue sur les Pyrénées, perçues en ces temps là comme un milieu effrayant. Sa position centrale en fait malgré tout la place principale de la ville dans le courant du XVIIIe siècle.
En 1793, la statue de Louis XIV est donc abattue durant la Révolution française. La place est désormais connue sous le nom de place de l'Égalité, puis quelques années plus tard de place Bonaparte.
Le XIXe siècle est celui de l'ouverture et de l'agrandissement de la place, qui prend alors ses proportions actuelles à la suite d'un décret de Napoléon Bonaparte qui ordonne en 1808, lors d'un passage à Pau, la destruction du mur afin de révéler la vue sur les Pyrénées.
Dans les années 1810, la place, que l'on nomme alors promenade Napoléon et encore mal nivelée puisque celle-ci descend en pente plus ou moins douce jusqu'au gave. Elle est également plantée de façon très éparse d'arbres de différentes essences.
En 1831 est construit le pavillon des bains en contrebas de la place et en 1839 est décidé d'abattre l'ensemble des arbres pour les remplacer par des alignements de tilleuls.
En 1843 à la demande de Louis-Philippe, est réalisée une statue en pied du roi Henri IV en marbre de Louvie. Elle est l'œuvre du sculpteur Nicolas Raggi, tandis que le socle a été réalisé par Jean Latapie, architecte de la ville. Les bas-reliefs de celui-ci ont quant à eux été réalisés par Antoine Étex.
Suit, en 1854, le rachat des ruines de l'église inachevée, par une société privée d'actionnaires. L'architecte Gustave Lévy y construira le bâtiment actuel dont les plans avaient été initialement dessinés par l'architecte Pierre-Bernard Lefranc en 1839 sous l'impulsion de la municipalité. L'édifice a été pourvu d'un casino, avec ses salles de concerts et de jeux et sa grande salle de bal ainsi que le petit théâtre à l'italienne. Quelques années plus tard, la municipalité qui lorgnait sur le bâtiment s'en porta acquéreur en 1876 et s'y installa en 1878 après quelques travaux d'emménagement, jugeant ses locaux des halles de la place Clemenceau, trop exigus.
Très fréquentée à l'heure de la villégiature, elle met à la mode l'expression « être de la place Royale », signifiant appartenir à la bonne société. Jouxtant l'emblématique boulevard du Midi (actuel boulevard des Pyrénées), elle connait au XIXe siècle un essor sans précédent. Marquée notamment par la construction du Splendid Hôtel en 1861, de l'hôtel de la Paix en 1863 où s'installa l'ex-first lady Mary Todd Lincoln de 1877 à 1880.
L'hôtel de France sera quant à lui construit entre 1867 et 1911. L'hôtel particulier faisant l'angle avec la rue Louis Barthou, annexe de l'hôtel, est construit par J.A.Lassègue Architecte en 1870, et a accueilli le cercle anglais de sa construction jusqu'en 1955, année durant laquelle s'installe le consulat général d'Espagne, présent encore aujourd'hui.
La place est pourvu de son emblématique kiosque en 1887 et le petit pavillon des bains fut transformé en casino provisoire en 1884 et le restera jusqu'en 1899 date à laquelle il a été transféré au Palais d'hiver (actuel Palais Beaumont) construit la même année.
Ce pavillon qui est désormais baptisé pavillon des Arts est profondément remanié en 1907 par Léopold Carlier afin d'accueillir le funiculaire l'année suivante et d'étendre par conséquent la surface de la place jugée trop petite les jours de fêtes.
Les travaux du boulevard initiés par l'ingénieur français Jean-Charles Adolphe Alphand à partir de 1889 furent également terminés en 1899.
La place s'appelle tour à tour, place de l'Égalité (1793-1803), place Napoléon (1803-1815), place Henri IV (1844-1845), place Nationale (1849-1850), place Royale (XVIIIe siècle, 1815-1844 et 1845-1849, depuis 1850)

### XXIesiècle
Elle reste de nos jours encore une place importante de Pau, qui illustre l'harmonie entre la ville et le caractère exceptionnel du paysage qui lui fait face. 
En 2018, le kiosque, en mauvais état, est démonté pour restauration complète.

## Bâtiments remarquables et lieux de mémoire

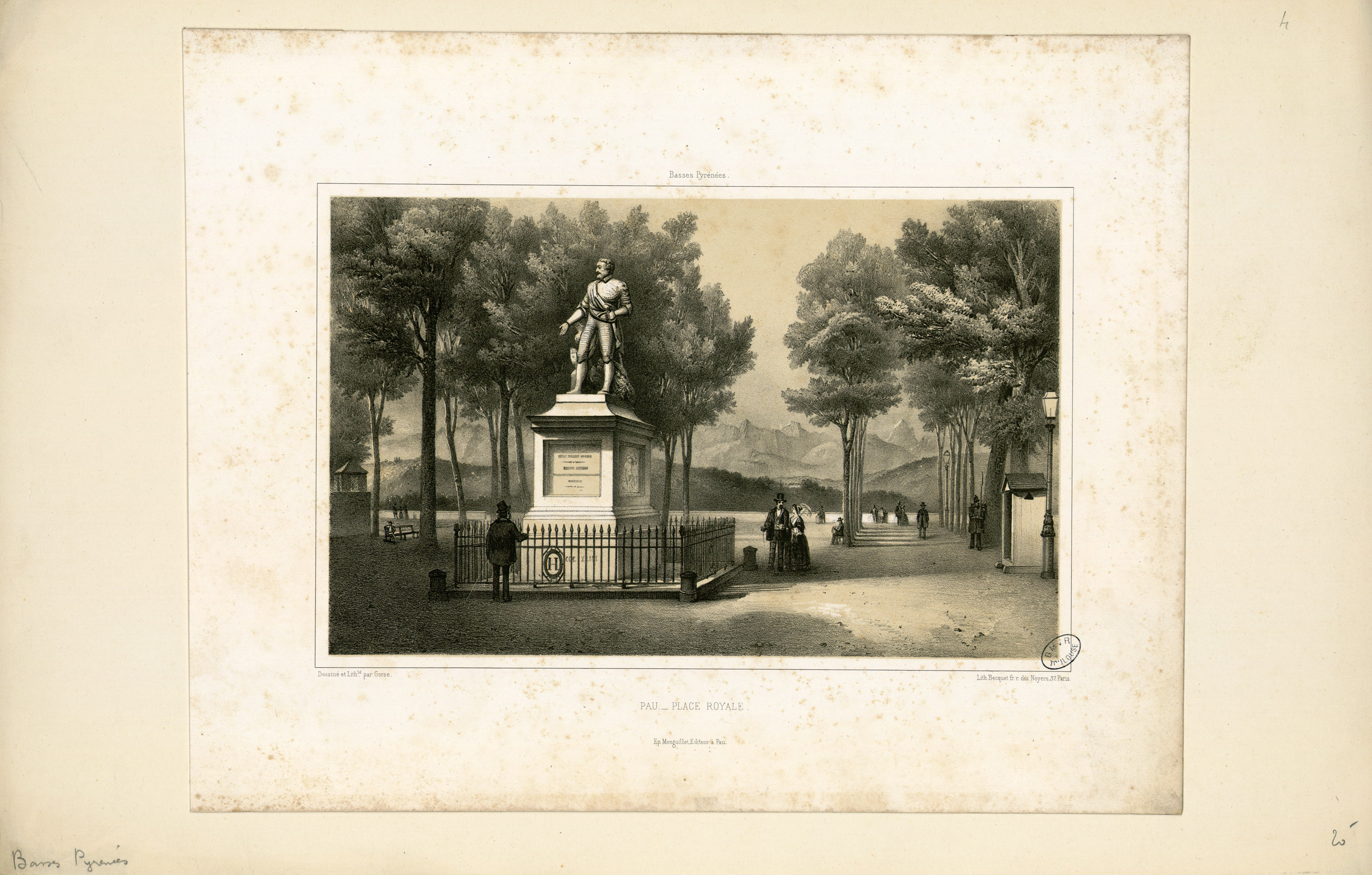
La statue d'Henri IV sur la place Royale, lithographie de Pierre Gorse (1816–1875).
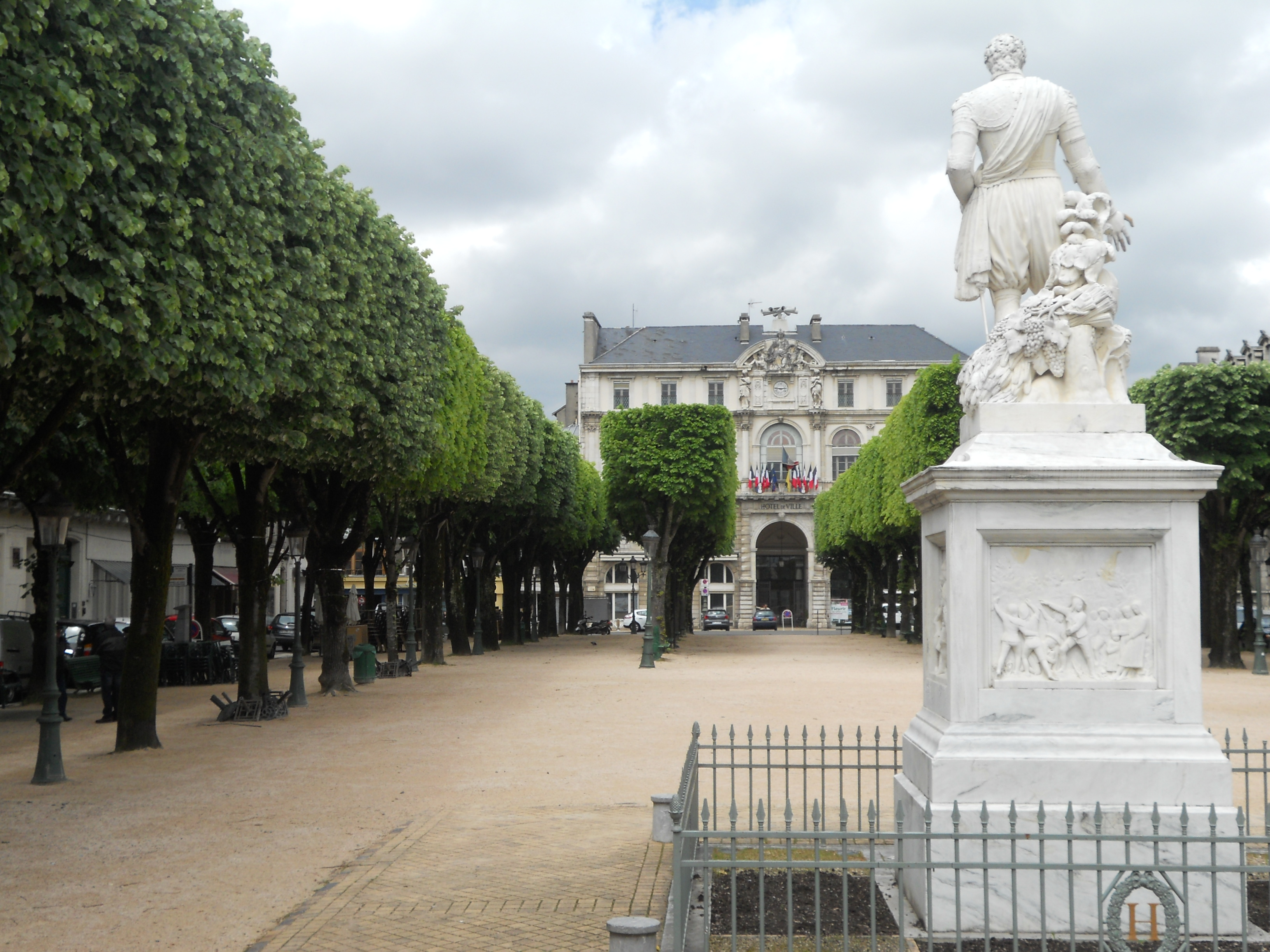
La statue d'Henri IV et l'hôtel de ville de Pau.
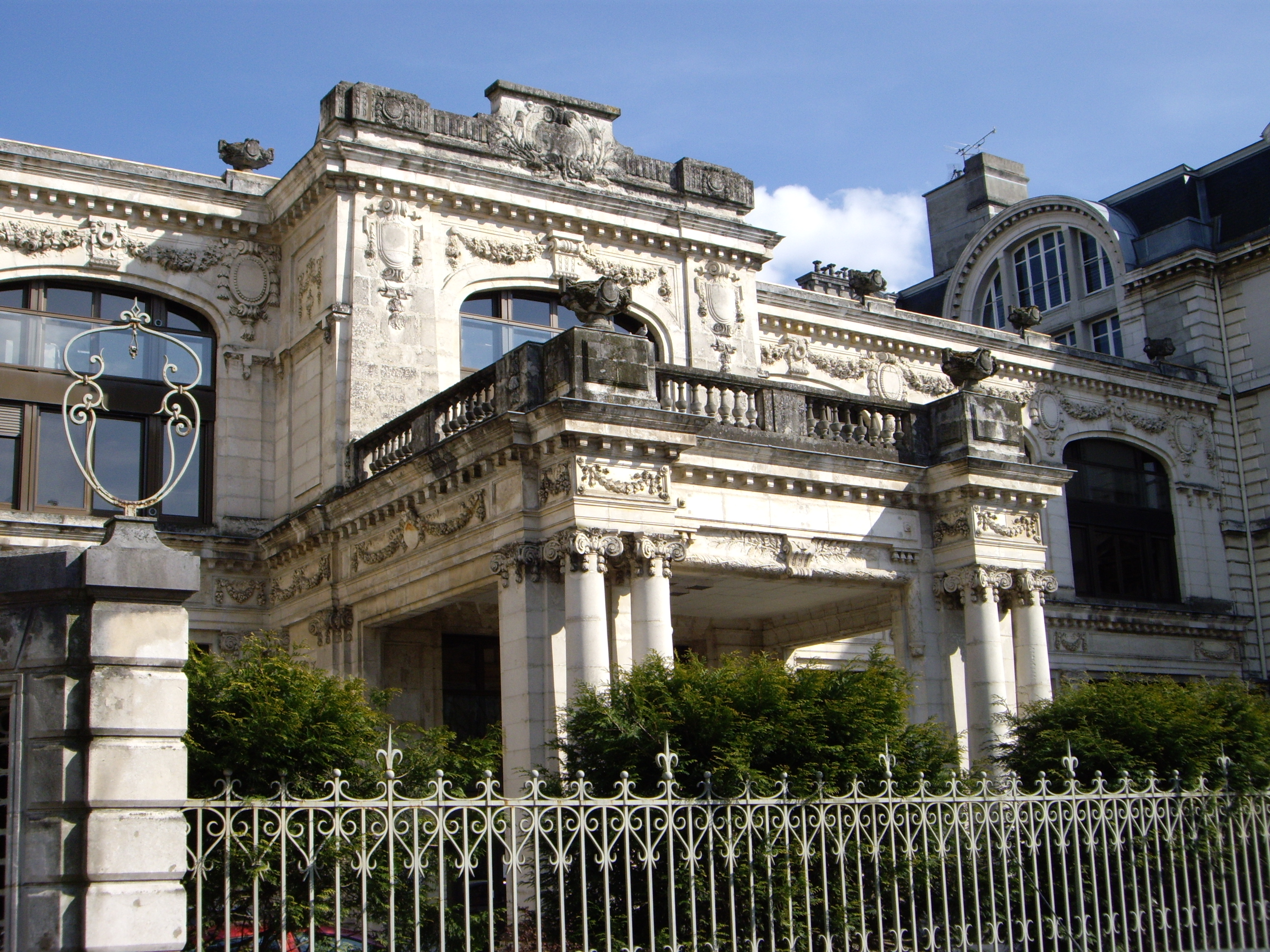
L'ancien hôtel de France en bordure de la place Royale.
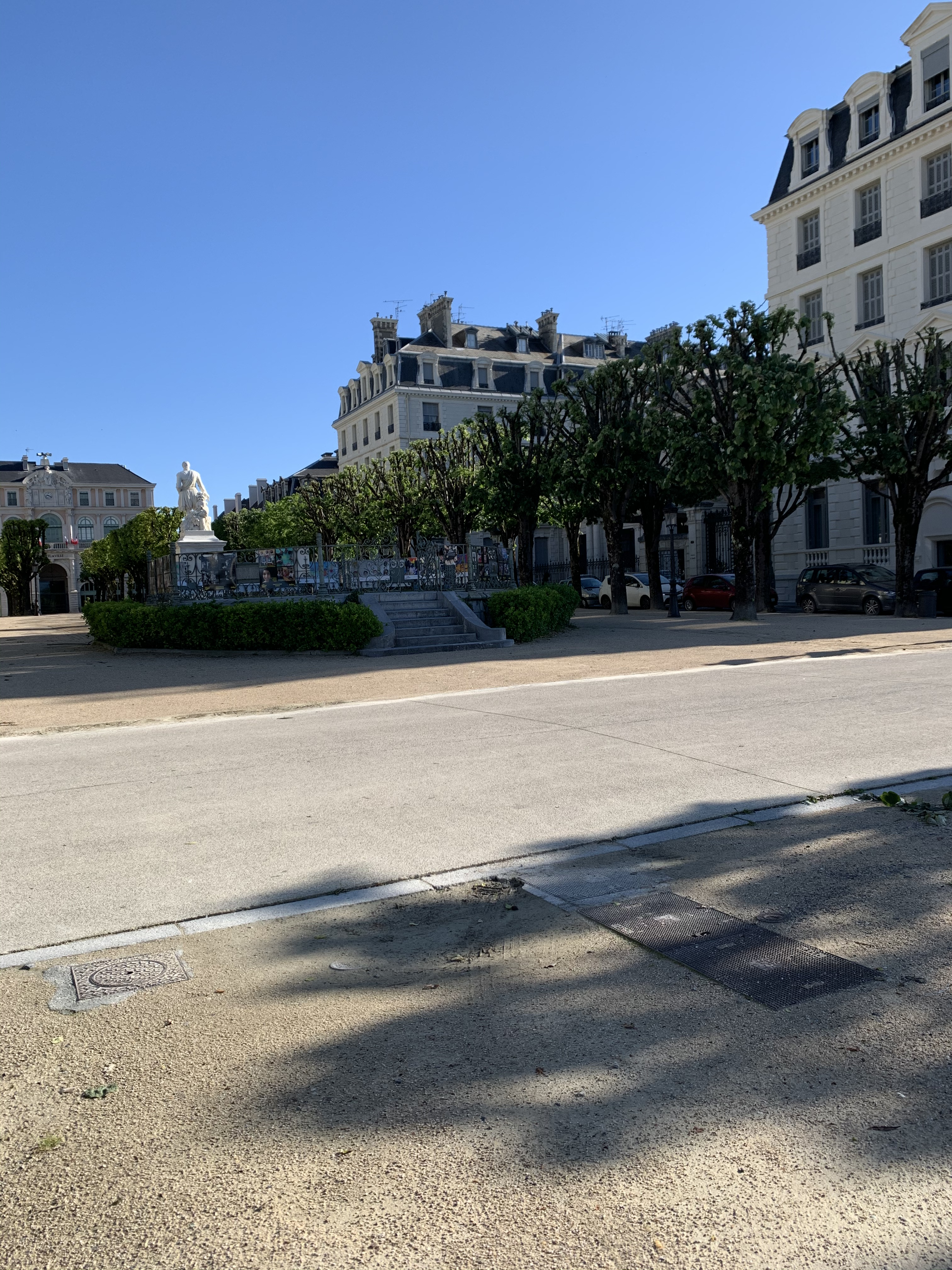
Vue sur l'hôtel de France depuis la place Royale.